# Crasna, Gorj
Crasna là một xã thuộc hạt Gorj, România. Dân số thời điểm năm 2002 là 5546 người.